# Ingvar Eggert Sigurðsson
Ingvar Eggert Sigurðsson (ur. 22 listopada 1963 w Reykjavíku) – islandzki aktor filmowy, teatralny i telewizyjny; okazjonalnie również producent filmowy.

## Kariera
Ingvar Eggert Sigurðsson urodził się 22 listopada 1963 w Reykjavíku. Jest wszechstronnym aktorem, pracującym dla teatru, kina i telewizji. Był dwukrotnie nominowany do Europejskiej Nagrody Filmowej dla najlepszego aktora za role w filmach Anioły wszechświata (2000; otrzymał Nagrodę Publiczności) i  Biały, biały dzień (2019). Siedmiokrotnie otrzymał za swoje kreacje nagrodę Edda, przyznawaną przez Islandzką Akademię Filmową i Telewizyjną. 
W 2019 roku otrzymał „Nagrodę Fundacji Louisa Roederera dla wschodzącej gwiazdy” podczas 72. MFF w Cannes za rolę w Białym, białym dniu.

## Wybrana filmografia
Ingvar Eggert Sigurðsson wystąpił m.in. w następujących filmach:
- 2002 – K-19 The Widowmaker (reż. Kathryn Bigelow), jako kpt. Wiktor Gorielow
- 2003 – Nawałnica (reż. Sólveig Anspach), jako Gunnar
- 2005 – Beowulf – Droga do sprawiedliwości (reż. Sturla Gunnarsson), jako Grendel
- 2008 – Wiejskie wesele (reż. Valdís Óskarsdóttir), jako pastor
- 2011 – Tumult (reż. Johnny Barrington), jako Wódz
- 2011 – Państwo w państwie (reż. Olaf de Fleur Johannesson), jako Gunnar
- 2013 – Metalhead (reż. Ragnar Bragason), jako Karl
- 2013 – O koniach i ludziach (reż. Benedikt Erlingsson), jako Kolbeinn
- 2014 – Farinn (reż. Helena Jónsdóttir, Vera Sölvadóttir), jako Mężczyzna
- 2014 – Pamiętna noc w Stambule (reż. James Marquand), jako Altan
- 2014 – Państwo w państwie 2 (reż. Olaf de Fleur Johannesson), jako Gunnar
- 2015 – Wróble (reż. Rúnar Rúnarsson), jako Gunnar
- 2015 – Everest (reż. Baltasar Kormákur), jako Anatoli Boukreev
- 2016 – Efekt wody (reż. Sólveig Anspach), jako Siggi
- 2016 – Przysięga (reż. Baltasar Kormákur), jako Halldór
- 2017 – Liga Sprawiedliwości (reż. Zack Snyder), jako Burmistrz
- 2018 – Vargur (reż. Börkur Sigþórsson)
- 2018 – Wbić flagę (reż. Bobbie Peers), jako Farmer
- 2018 – Fantastyczne zwierzęta: Zbrodnie Grindelwalda (reż. David Yates), jako Grimmson
- 2019 – Biały, biały dzień(inne języki) (reż. Hlynur Pálmason), jako Ingimundur
- 2021 – Liga Sprawiedliwości Zacka Snydera (reż. Zack Snyder), jako Burmistrz
- 2022 – Wiking (reż. Robert Eggers), jako Czarnoksięznik
- 2022 – Godland(inne języki) (reż. Hlynur Pálmason), jako Ragnar
- 2023 – Rebel Moon - Część 1: Dziecko ognia (reż. Zack Snyder), jako Hagen